# Zobbenitz
Zobbenitz este o comună din landul Saxonia-Anhalt, Germania.